# Marocká hymna
Hymna Maroka je skladba Hymne Chérifien (arabsky النشيد الوطني المغربي‎). Text hymny napsal Ali Squalli Houssaini na hudbu od Léa Morgana.

## Text
| \| منبت الأحرار مشرق الأنوار منتدى السؤدد وحماه دمت منتداه وحماه عشت في الأوطان للعلا عنوان ملء كل جنان ذكرى كل لسان بالروح بالجسد هب فتاك لبي نداك في فمي وفي دمي هواك ثار نور ونار اخوتي هيا للعلا سعيا نشهد الدنيا أنا هنا نحيا بشعار الله الوطن الملك \| | manbita al-ahrar machriqa al-anwar mountada as-sou'dadi wa himah doumta mountadah wa himah ichta fi al-awtan li al-oula ounwan mil'a koulli janane dikra koulli lissane bi ar-rouhi bi al-jassadi habba fatak labba nidak fi fami wa fi dami hawaka thara nour wa nar ikhwati hayya li al-oula sa'aya nouchhidi ad-dounya anna houna nahya bichiaar Allah, AlWatan, AlMalik | Kořen svobodného, rostoucího místa Světel. Fórum nezávislosti a jeho ochránce. Ať žiješ jako fórum nezávislosti a jeho ochránce. Ať žiješ mezi domovy, jako symbol vyplnění všech srdcí zprostředkovaný každým jazykem. s Duchem, s tělem, Tvůj syn přišel odpovědět Tvému volání. V mých ústech a v mé krvi se Tvá láska rozvířila jako světlo a oheň. Pojďme bratři! Směřujeme k vznešenosti, činíme svět svědkem toho, že tu žijeme s heslem: Bůh, vlast, král. |
| منبت الأحرار مشرق الأنوار منتدى السؤدد وحماه دمت منتداه وحماه عشت في الأوطان للعلا عنوان ملء كل جنان ذكرى كل لسان بالروح بالجسد هب فتاك لبي نداك في فمي وفي دمي هواك ثار نور ونار اخوتي هيا للعلا سعيا نشهد الدنيا أنا هنا نحيا بشعار الله الوطن الملك       | | |